# Tonstich bei Goldbeck
Der Tonstich bei Goldbeck ist ein Naturschutzgebiet in der niedersächsischen Stadt Rinteln im Landkreis Schaumburg und im Flecken Aerzen im Landkreis Hameln-Pyrmont.
Das Naturschutzgebiet mit dem Kennzeichen NSG HA 163 ist 10 Hektar groß. Davon entfallen 6,5 Hektar auf den Landkreis Schaumburg und 3,5 Hektar auf den Landkreis Hameln-Pyrmont.
Das Naturschutzgebiet liegt innerhalb des Naturparks Weserbergland Schaumburg-Hameln südöstlich des Rintelner Ortsteils Goldbeck. Es stellt im Kern ein Feuchtgebüsch und die umgebenden Grünlandbereiche unter Schutz. Das Feuchtgebüsch liegt in durch Tonstiche entstandenen, kleinen Senken im Lipper Bergland. Die Senken weisen stellenweise niedermoorähnliche Verhältnisse auf.
Das das Feuchtgebüsch umgebende Grünland wurde zum Zeitpunkt der Unterschutzstellung überwiegend intensiv genutzt. Die vorhandene Feuchtwiesenvegetation mit Binsen und anderen typischen Pflanzenarten soll durch die Extensivierung der Nutzung erhalten und gefördert werden.
Das Gebiet steht seit dem 1. September 1994 unter Naturschutz. Zuständige untere Naturschutzbehörden sind die Landkreise Schaumburg und Hameln-Pyrmont.